# Millardia
Millardia — рід гризунів родини мишевих, що родом із Південної Азії та М'янми.

## Морфологічна характеристика
Довжина голови й тулуба від 82.5 до 165 мм, довжина хвоста від 78.7 до 155 мм і вага до 55 грамів. Волосяний покрив короткий і м'який. Вуха великі. Пальці ніг укорочені. П'ятий палець ледве досягає основи четвертого. Підошовних подушечок всього 4–5, за винятком Millardia kondana, у яких їх 6. Хвіст зазвичай такий же завдовжки як голови й тулуб, і густо вкритий волоссям.